# Guay (coloquial)
En España, «guay» es una expresión coloquial y muy extendida que quiere decir «muy bien, estupendo» o, en sentido derivado, «vale, O.K.». Surgió a finales de la década de 1960, aunque se documenta por escrito a partir de los 1980.

## Origen
Según Mar Abad, la palabra en su sentido moderno se populariza entre la juventud en los años 1980 en el contexto de la Movida madrileña. Otras palabras coloquiales que ha dejado la Movida en el vocabulario nacional español son: «chachi» (mismo significado que guay), «molar» ('gustar'), «flipar» ('alucinar'), «chungo» ('malo, feo').
Antes de su uso coloquial, el término guay se usaba en textos literarios antiguos como expresión de achaque o tristeza, que en el español moderno se dice simplemente «ay!». Por ejemplo, en el Quijote:

¡Oh gigante Malambruno, que, aunque eres encantador, eres certísimo en tus promesas!, envíanos ya al sin par Clavileño, para que nuestra desdicha se acabe; que si entra el calor y estas nuestras barbas duran, ¡guay de nuestra ventura!
cap. XL Don Quijote de la Mancha

Y como significado derivado, «tener muchos guayes» significa padecer grandes achaques o contratiempos. Según el Diccionario de la Real Academia proviene del gótico 𐍅𐌰𐌹 wái, voz onomatopéyica de lamento, que también daría origen a la palabra weh que significa dolor en alemán, derivada del protogermánico *wai (interjección), en última instancia del protoindoeuropeo *wáy (interjección). En italiano, guài significa 'problema' y en algunos lugares de Hispanoamérica guay quiere decir 'susto' o 'problema'. Comparte la misma etimología que la palabra inglesa woe. Según Alberto Buitrago Jiménez, «guay quedó en el olvido a partir del siglo XVIII para ser recuperada recientemente, aunque con otro significado, en el lenguaje juvenil». No obstante vuelve a ser documentada en la zarzuela de 1861, La cruz de los humeros. En ella se describe una escena flamenca, cantada por soleá y rematada por seguiriya:

soleá
En la soleá der campo
me puse á yorá mis penas,
y fué tan grande mi llanto
que florecieron las yerbas.
tío asuquita
Salero de buten guay,
viva la gente é mi tierra.

Abad propone que el sentido positivo moderno surge por un fenómeno de antífrasis del sentido negativo en desuso. Otra teoría es que proviene del árabe كويس kuayyis 'bueno' o 'bonito' y que pasó al español cuando se inicia el contrabando de cannabis marroquí en España, y en particular de su derivado, el hachís. El hachís de mala calidad era llamado «jaravaca», del árabe خربقة jarbaqa 'cosa muy mala' (que derivaría más tarde en «caca la vaca», otra expresión que se sigue utilizando). En cambio, el producto de buena calidad «era guays» (كويس kuayyis). Por interferencia del dialecto andaluz, se omitió la -s final y quedó en «guay», aunque hoy día todavía sigue siendo común oír «guays», ocasionalmente y sin ánimo de plural.
En cualquier caso, la voz con su sentido actual pasaría a formar parte del diccionario de la RAE a partir de la edición de 2001.

## Uso
Según FundéuRAE,
- en el caso de que se use como adverbio (en el sentido de 'estupendamente'), «guay» es invariable en plural o singular: «él está guay / ellos están guay»;
- en el caso de que se use como adjetivo (en el sentido de 'estupendo'), «guay» pasa a «guais» para hacer el plural: «eso es guay / esos son guais».

## En la cultura
- En 1981, el estribillo de una canción de Loquillo repetía: «Esto no es Hawái, ¡qué guay!»
- Entre 1986 y 1990, se publicaron los cómics Guai!, dirigidos por Anna Maria Palé.
- En 2016 se popularizó en el país la expresión «Marina d'Or, qué guay!», dicha en el anuncio de TV del resort castellonense.
- En 2018, el grupo de pop femenino español Sweet California lanzó el sencillo Guay, en el álbum Origen
- Es igualmente conocida la expresión «guay del Paraguay», para enfatizar el sentido de «guay».

## Equivalentes
Algunos equivalentes en otros dialectos del español:
- México: chido, padre
- Argentino: groso, copado
- Perú, Chile, Ecuador: bacán
- Colombia: chévere, bacano
- Costa Rica: tuanis
- Guatemala: toque
- Uruguay: salado